# RV Belgica (1884)
El RV Belgica era un barco de vapor con vela construido en 1884 por Christian Brinch Jørgensen en Svelvik, Noruega como el ballenero Patria. En 1896, fue adquirido por Adrien de Gerlache para convertirlo en un barco de investigación, participando en la expedición antártica belga de 1897-1901, convirtiéndose en el primer barco en pasar el invierno en la Antártida. En 1902, fue vendido a Philippe, duque de Orléans y utilizado en expediciones al Ártico en 1905 y 1907-09.
En 1916, fue vendido y convertido en un barco de pasajeros y carga, cubriendo la ruta de la isla Spitsbergen al continente noruego con el nombre de Isfjord. En 1918, fue vendido y rebautizado como Belgica, siendo convertido en un barco factoría. Requisado por los británicos en abril de 1940, fue utilizado como un barco de depósito. Lo hundieron cuando la Fuerza Expedicionaria franco-británica evacuó Harstad. Por su valor histórico, en 2007 anunciaron los planes para construir una réplica moderna del Belgica.

## Descripción
El barco medía 35,97 metros (118 pies) de largo, con una manga de 7,62 metros (25 pies) y un calado de 4,11 metros (13 pies 6 pulgadas). La equiparon como una bricbarca. Además de tener velas, el barco tenía un motor de vapor capaz de propulsar con 35 caballos de fuerza (26 kW) construido por Nylands Verksted, Oslo. El motor impulsaba una hélice de tornillo que estaba dispuesta de modo que pudiera levantarse del agua si fuera necesario.

## Historia

### Historia temprana
El barco Patria fue construido por Christian Brinch Jørgensen en Svelvik, Noruega. Fue construido como un ballenero. La nave se construyó usando pino, pino americano y roble, con tablones de Chlorocardium de 110 milímetros (4.3 pulg.) de espesor revestidos de roble y laminados en hierro. El arco del barco fue reforzado para permitirle operar en el hielo. Su diseñador y primer propietario fue Johan Christian Jakobsen.

### Expedición antártica

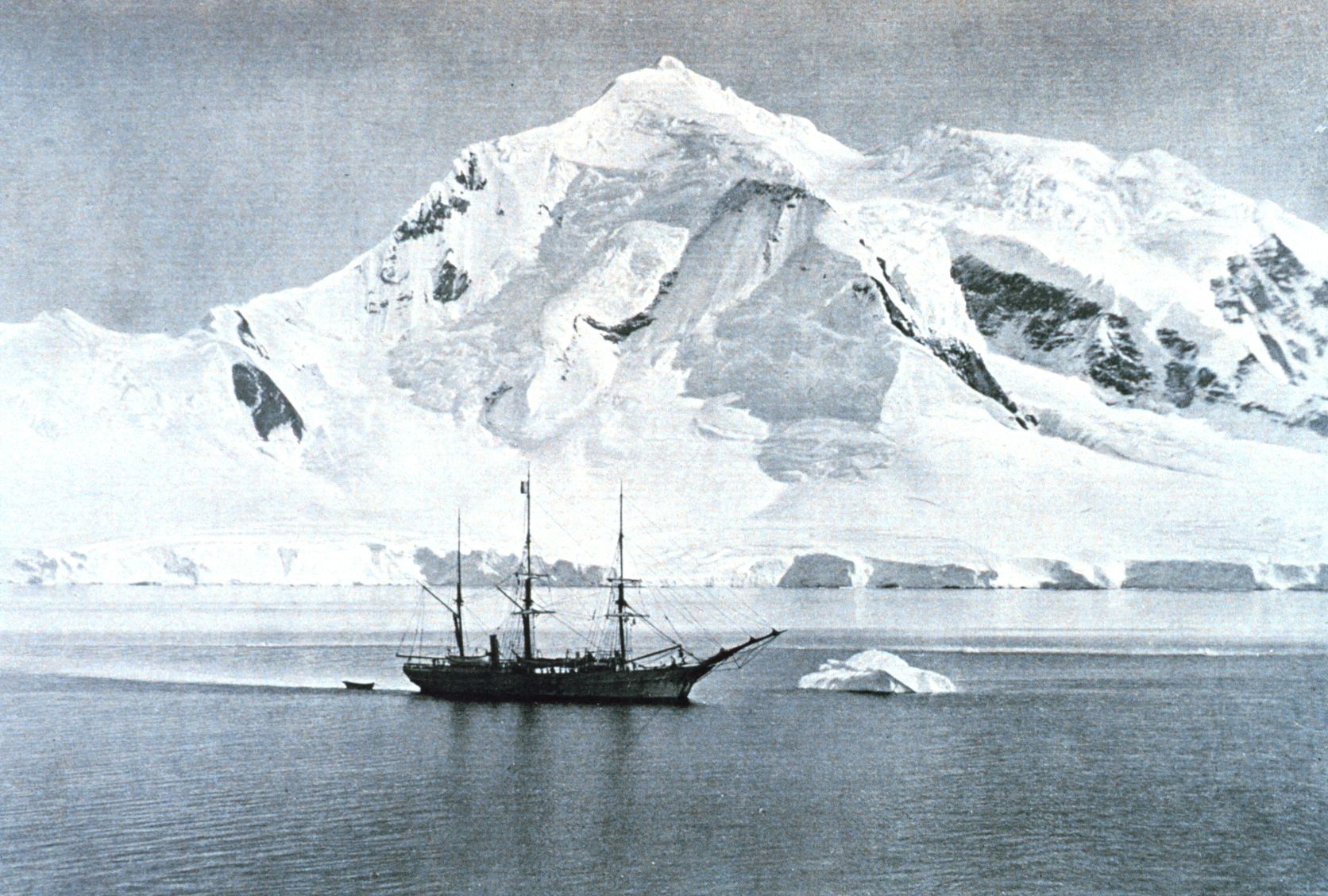
El Belgica en aguas antárticas

En 1896, el Patria fue comprado por Adrien de Gerlache para convertirlo en un barco de investigación. El 4 de julio de 1896, pasó a llamarse RV Belgica. Dispararon 21 salvas durante la ceremonia de cambio de nombre. De Gerlache recaudó fondos para la expedición de la Société Royale Belge de Géographie. Cargado con 40 toneladas de comida en 10 000 latas, el 16 de agosto de 1897, el Belgica partió de Amberes, Bélgica hacia la Antártida, con una tripulación de 23 miembros. Dirigida por de Gerlache, la expedición incluía a Georges Lecointe como capitán del Belgica. Otros miembros de la expedición fueron Roald Amundsen, Henryk Arctowski, Antoni Dobrowolski y Emil Racoviţă. Debido a la sobrecarga el Belgica se rompió en el mar del Norte y les obligó a reposar en Ostende para reparaciones. Allí dos tripulantes desertaron y dos tripulantes más desembarcaron sin permiso y regresaron al barco borrachos.
En un momento dado, el Belgica casi embistió al yate real belga. Alcanzaron Río de Janeiro, Brasil el 6 de octubre de 1897. Allí se unió Frederick Cook. Al llegar a Montevideo, Uruguay, despidieron al cocinero y se contrataron a un sustituto sueco. En el viaje entre Montevideo y Punta Arenas, Chile, el ingeniero dejó que la caldera se agotara. Fue despedido cuando el barco llegó a Punta Arenas el 1 de diciembre de 1897. Otros problemas disciplinarios en Punta Arenas que resultaron en que se pidiera a la Armada de Chile que interviniera. El cocinero sueco y tres marineros belgas fueron despedidos, y el Belgica partió hacia la Antártida.
El marinero Carl Wiencke se perdió por la borda en ruta a la Antártida, motivo por el que nombraron a la Isla Wiencke en su honor. El Belgica cruzó el Círculo Antártico el 15 de febrero de 1898. El 3 de marzo, el Belgica se atascó en el hielo. La tripulación no se había preparado para pasar el invierno en la Antártida. De Gerlache prohibió a la tripulación comer carne de pingüino y foca porque odiaba comerla. Como resultado, el escorbuto se convirtió en un problema a bordo del Belgica. Tras la muerte de Emile Danco, experto en magnetismo, el 5 de junio de 1898, la situación empeoró. La moral empeoró después de la muerte de Nansen, el gato del barco, el 22 de junio.
El 22 de julio, Amundsen y Cook tomaron el mando de la nave, ya que De Gerlache y Lecointe estaban demasiado enfermos. Cook insistió en que los hombres comieran carne de pingüino y foca, gracias a esto la tripulación se recuperó del escorbuto. El temor de pasar un segundo invierno en la Antártida motivó aumentar esfuerzos para liberar el Belgica. El 14 de febrero de 1899 liberaron al Belgica del hielo, aunque pasó otro mes antes de poder zarpar hacia Punta Arenas, donde llegó el 28 de marzo. Ahí lo repararon, luego navegó hacia Buenos Aires, Argentina. Zarpó de Buenos Aires el 14 de agosto de 1899, navegó rumbo a Bélgica. Llegó a Boulogne-sur-Mer el 30 de octubre y Amberes el 5 de noviembre, lo que provocó celebraciones nacionales en Bélgica. Después de su regreso a Bélgica en 1901, el Belgica fue utilizado nuevamente para la caza de ballenas.

### Expediciones árticas

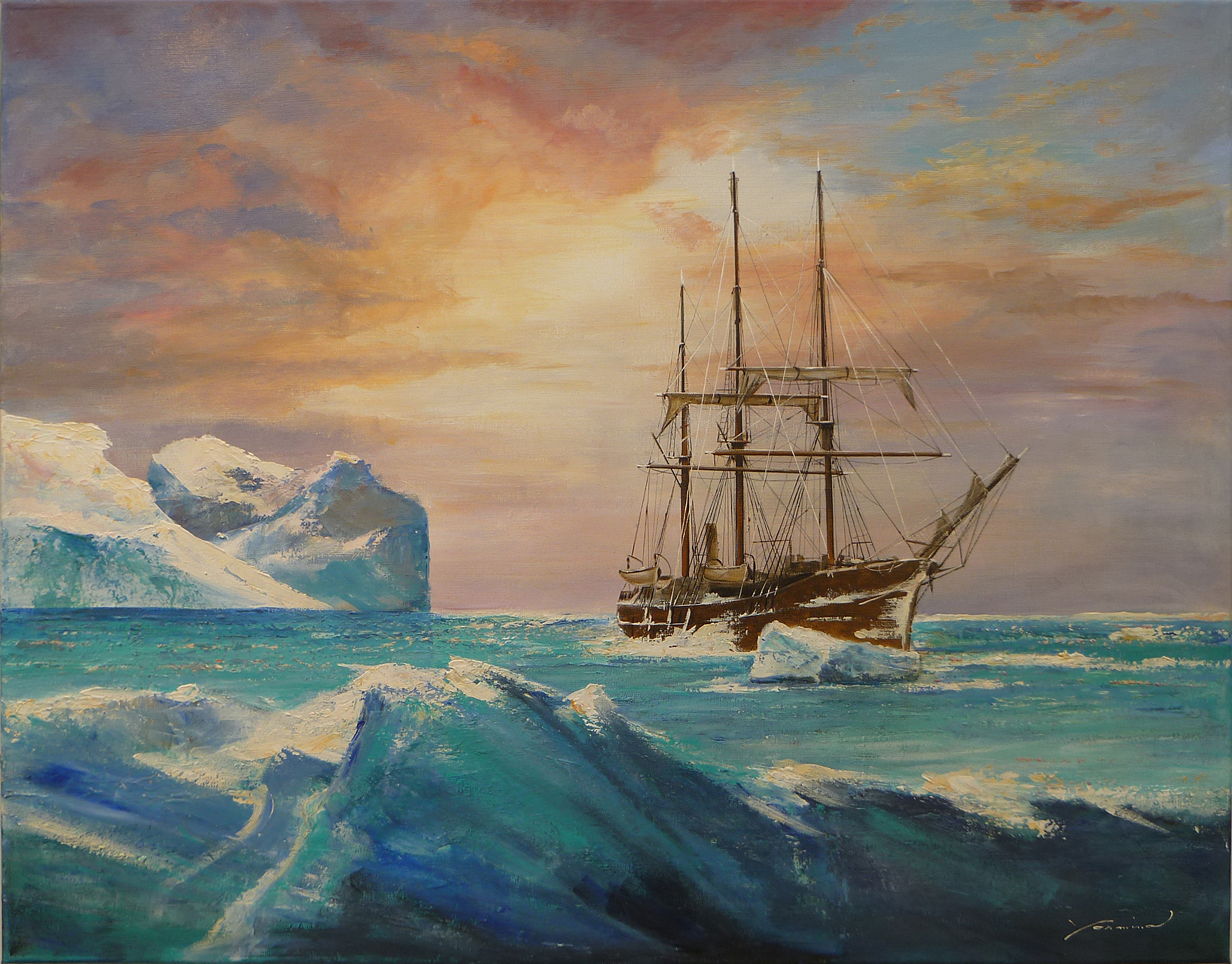
Pintura del 2012 representando al Belgica

En 1902, el Belgica fue vendido a N C Halvorsen, luego ese mismo año a Philippe, duque de Orléans. En 1905, fue utilizado en una expedición para trazar la costa noreste de Groenlandia, Svalbard y la Tierra de Francisco José, expedición donde De Gerlache (su dueño durante la expedición a la Antártida) estaba involucrado. En 1907–09, el Belgica se usó en otra expedición al Ártico, nuevamente dirigida por Philippe y capitaneada por De Gerlache. Se planeó trazar un mapa de la Rusia ártica, pero estos planes se abandonaron cuando el Belgica volvió a quedar atrapado en el hielo.

### Historia posterior
En 1916, el Belgica se vendió a la minera Store Norske Spitsbergen Kulkompagni, de Spitsbergen, renombrándolo Isfjord. Fue reformado para incluir camarotes para personal femenino. El Isfjord se usaba para transportar carbón y pasajeros entre Svalbard y el norte de Noruega.
En 1918, el Isfjord fue vendido a Kristian Holst, Harstad. Lo despojaron de su bauprés, lo desenmascararon y lo convirtieron en una barco factoría, recuperando su antiguo nombre Belgica. Desde finales de la década de 1930, fue utilizado para transportar carbón. En abril de 1940, fue requisado por la fuerza expedicionaria franco-británica para usarlo para almacenar explosivos de gran potencia. Hundieron al Belgica cuando la fuerza expedicionaria franco-británica evacuó Harstad. La evacuación aliada de Harstad tuvo lugar los días 7 y 8 de junio de 1940, y varios barcos británicos también se hundieron para evitar que cayeran en manos alemanas.
Los restos del pecio del Belgica fueron descubiertos en 1990. El ancla del Belgica es exhibida en el Museo Polar, Tromsø, Noruega. [5] El Museo Sør-Troms en Harstad tiene planes de realizar una exhibición de artefactos recuperados del Belgica.

## Réplica
En 2006, el VZW New Belgica se formó con la intención de construir una réplica del Belgica. El proyecto se lanzó oficialmente el 9 de septiembre de 2007 en el astillero De Steenschuit en Boom, Amberes, por Kris Peeters, Ministro-Presidente de la región belga de Flandes. La reina Paola es la patrona del proyecto. La construcción está programada para completarse en 2013.
Se planea reflotar el pecio del Belgica y exhibirlo en el Museo Marítimo Nacional de Bélgica, Amberes. Antes de que se levante el pecio, la Armada Real de Noruega eliminará las municiones restantes.

## Tributos
Un escarpe de 425 km de largo (264 mi) en Mercurio ha sido nombrado "Belgica Rupes" (Rupes son los escarpes en otro mundo) por la Unión Astronómica Internacional, según una sugerencia del equipo MESSENGER.